# Trainingsmaßnahme für Arbeitslose (Deutschland)
Trainingsmaßnahmen für Arbeitslose gehören zu den Leistungen der aktiven Arbeitsförderung im Rahmen der Arbeitsmarktpolitik. 
Sie dienen der Verbesserung der Eingliederungsaussichten arbeitsloser Menschen in den Arbeitsmarkt. Geregelt waren Trainingsmaßnahmen bis zum 31. Dezember 2008 in den §§ 48 bis 52 des Dritten Buches Sozialgesetzbuch (SGB III) a.F. 
Diese §§ 48 bis 52 SGB III sind durch das Gesetz zur Neuausrichtung der arbeitsmarktpolitischen Instrumente vom 21. Dezember 2008 weggefallen.
Seit 1. Januar 2009 fallen Trainingsmaßnahmen unter die Maßnahmen zur Aktivierung und beruflichen Eingliederung. Seit dem 1. April 2012 sind sie in § 45 Abs. 1 des SGB III zusammengefasst.